# Orazio Vecchi

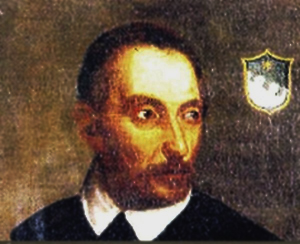
Orazio Vecchi.

Orazio Vecchi, född 6 december 1550 i Modena, död där 19 februari 1605, var en italiensk tonsättare. 
Vecchi blev före 1586 kyrkokapellmästare i Modena samt 1598 tillika hovkapellmästare och musiklärare för hertigens barn. Hans Amfiparnasso (1594) är ett slags föregångare till operan, men har ännu ej enstämmig sång, utan solopersonernas dialog utförs av flerstämmig kör. Förutom detta musikaliska lustspel skrev han i synnerhet berömda canzoner och madrigaler, av vilka åtskilliga utmärker sig genom sina för den tiden ovanliga tonmålningar och karakteriseringsförsök, dessutom bland annat lamentationer, motetter och mässor.